# Maximo Oliveros v rozpuku
Maximo Oliveros v rozpuku (Ang Pagdadalaga ni Maximo Oliveros) je filipínský hraný film z roku 2005, který režíroval Auraeus Solito. Snímek měl světovou premiéru dne 13. července 2008 na Philippine Independent Film Festivalu.

## Děj
Maximovi je 12 let a žije ve slumu v Manile se svým otcem a dvěma bratry, kteří jsou drobnými zloději. Když se zamiluje do pohledného policisty Victora, dostane se do konfliktu mezi láskou k Victorovi a nelegálním živobytím své rodiny.

## Ocenění
- Teddy Award – nejlepší celovečerní film
- Festival international du film de Lyon – cena Hors-Écran
- Torino GLBT Film Festival – nejlepší film